# En-nigaldi-Nanna

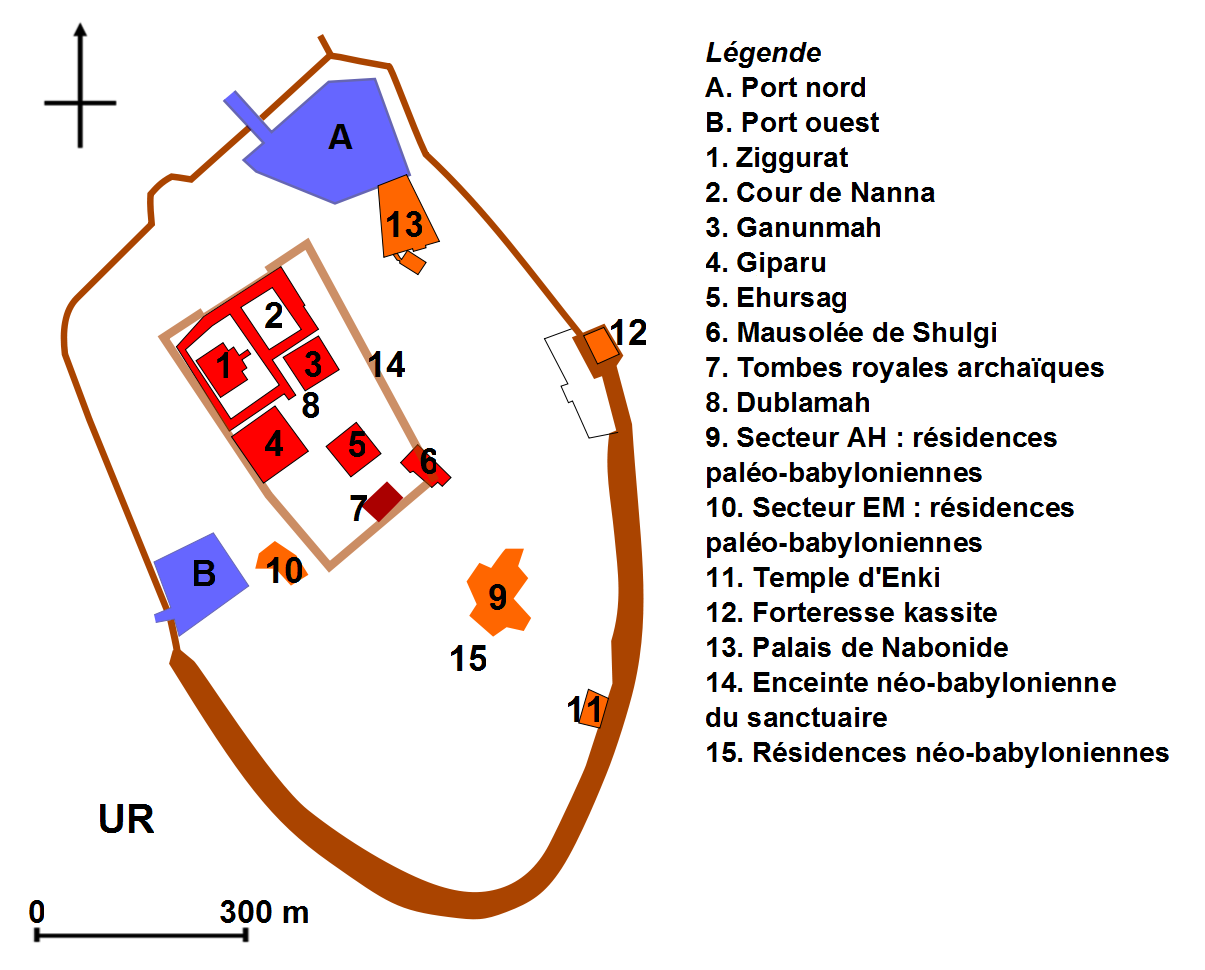
Plan miasta Ur z zaznaczonym położeniem Giparu

En-nigaldi-Nanna, En-ningaldi-Nanna (sum. en.ni3/niġ2.al.di.dnanna) – babilońska księżniczka, córka króla Nabonida (555-538 p.n.e.), siostra Baltazara. 

## Życiorys
W drugim roku swego panowania jej ojciec uczynił ją najwyższą kapłanką (akad. ēntu) boga Sina w mieście Ur. Funkcja ta, którą w odległej przeszłości pełniły tradycyjnie przedstawicielki dynastii panujących nad tym miastem, miała być już w czasach Nabonida zapomniana. Powołanie En-nigaldi-Nanna na tę funkcję miało być jednym z elementów przywracania przez jej ojca starych zwyczajów z przeszłości. Specjalnie dla niej Nabonid kazał odbudować Giparu (sum. ġi6.par3, akad. gipāru), prastarą siedzibę kapłanek ēntu boga Sina w Ur. W trakcie prac budowlanych odkrytych zostało wiele dokumentów należących do jej poprzedniczek, które En-nigaldi-Nanna kazała przechowywać w swego rodzaju muzeum w Giparu.
Na jej cześć nazwano ramienionoga dewońskiego Spinatrypa ennigaldinannae.